# Akimerus berchmansi
Akimerus berchmansi — вид жесткокрылых из семейства усачей.

## Распространение
Распространён в Турции и Сирии.

## Описание
Жук длиной от 15 до 25 мм. Время лёта с июня по июль.

## Развитие
Жизненный цикл вида длится три года. Кормовыми растениями являются породы дубовых (Quercus).